# Бизовиця
Бизо́виця (болг. Бъзовица) — село в Кюстендильській області Болгарії. Входить до складу общини Трекляно.

## Населення
За даними перепису населення 2011 року у селі проживали 18 осіб, усі — болгари.
Розподіл населення за віком у 2011 році:
Динаміка населення: